# Salix juparica
Salix juparica — вид квіткових рослин із родини вербових (Salicaceae).

## Морфологічна характеристика
Це кущ до 4 метрів заввишки. Гілки сірі; гілочки тьмяно-коричневі чи бурі, товсті; молоді гілочки пухнасті. Листкова ніжка 2–5 мм, запушена; Листкова пластинка еліптична, рідше яйцеподібна, 20–40(50) × 18–22 мм, абаксіально білувата, гола, за винятком запушення вздовж середньої жилки, адаксіально тьмяно-зелена, край зубчастий чи пилчастий, рідше цільний, верхівка гостра. Чоловічі сережки ≈ 20 × 4–5 мм. Чоловіча квітка: тичинок 2, пиляки золотисто-жовті, півкулясті. Жіночі сережки ≈ 25 × 9 мм. Коробочка яйцювато-конічна, ≈ 4.5–6 мм.

## Середовище проживання
Цинхай. Населяє гірські схили; на висотах 3100–3300 метрів.